# Wielgie (gromada w powiecie lipnowskim)
Wielgie – dawna gromada, czyli najmniejsza jednostka podziału terytorialnego Polskiej Rzeczypospolitej Ludowej w latach 1954–1972.
Gromady, z gromadzkimi radami narodowymi (GRN) jako organami władzy najniższego stopnia na wsi, funkcjonowały od reformy reorganizującej administrację wiejską przeprowadzonej jesienią 1954 do momentu ich zniesienia z dniem 1 stycznia 1973, tym samym wypierając organizację gminną w latach 1954–1972.
Gromadę Wielgie z siedzibą GRN w Wielgiem utworzono – jako jedną z 8759 gromad na obszarze Polski – w powiecie lipnowskim w woj. bydgoskim, na mocy uchwały nr 24/8 WRN w Bydgoszczy z dnia 5 października 1954. W skład jednostki weszły obszary dotychczasowych gromad Wielgie, Teodorowo, Bętlewo, Tupadły, Rumunki Tupadły i Zakrzewo oraz wsie Płonczynek i Wylazłowo z dotychczasowej gromady Główczyn ze zniesionej gminy Czarne, a także obszar dotychczasowej gromady Nowa Wieś ze zniesionej gminy Zaduszniki, w tymże powiecie. Dla gromady ustalono 23 członków gromadzkiej rady narodowej.
31 grudnia 1959 do gromady Wielgie włączono wsie Będzeń i Rumunki Będzeń ze zniesionej gromady Jasień w tymże powiecie.
31 grudnia 1961 do gromady Wielgie włączono wsie Płonczyn i Kamienne Brody ze zniesionej gromady Mokowo w tymże powiecie.
1 stycznia 1969 do gromady Wielgie włączono sołectwa Suradówek, Orłowo, Piaseczno, Czarne, Rumunki Czarne i Suszewo ze zniesionej gromady Czarne w tymże powiecie.
1 stycznia 1970 do gromady Wielgie (retroaktywnie) włączono kolonię Rumunki Oleszno o ogólnej powierzchni 125 ha z gromady Grochowalsk w tymże powiecie.
Gromada przetrwała do końca 1972 roku, czyli do kolejnej reformy gminnej. 1 stycznia 1973 w powiecie lipnowskim utworzono gminę Wielgie.